# 시테 뒤 트랭

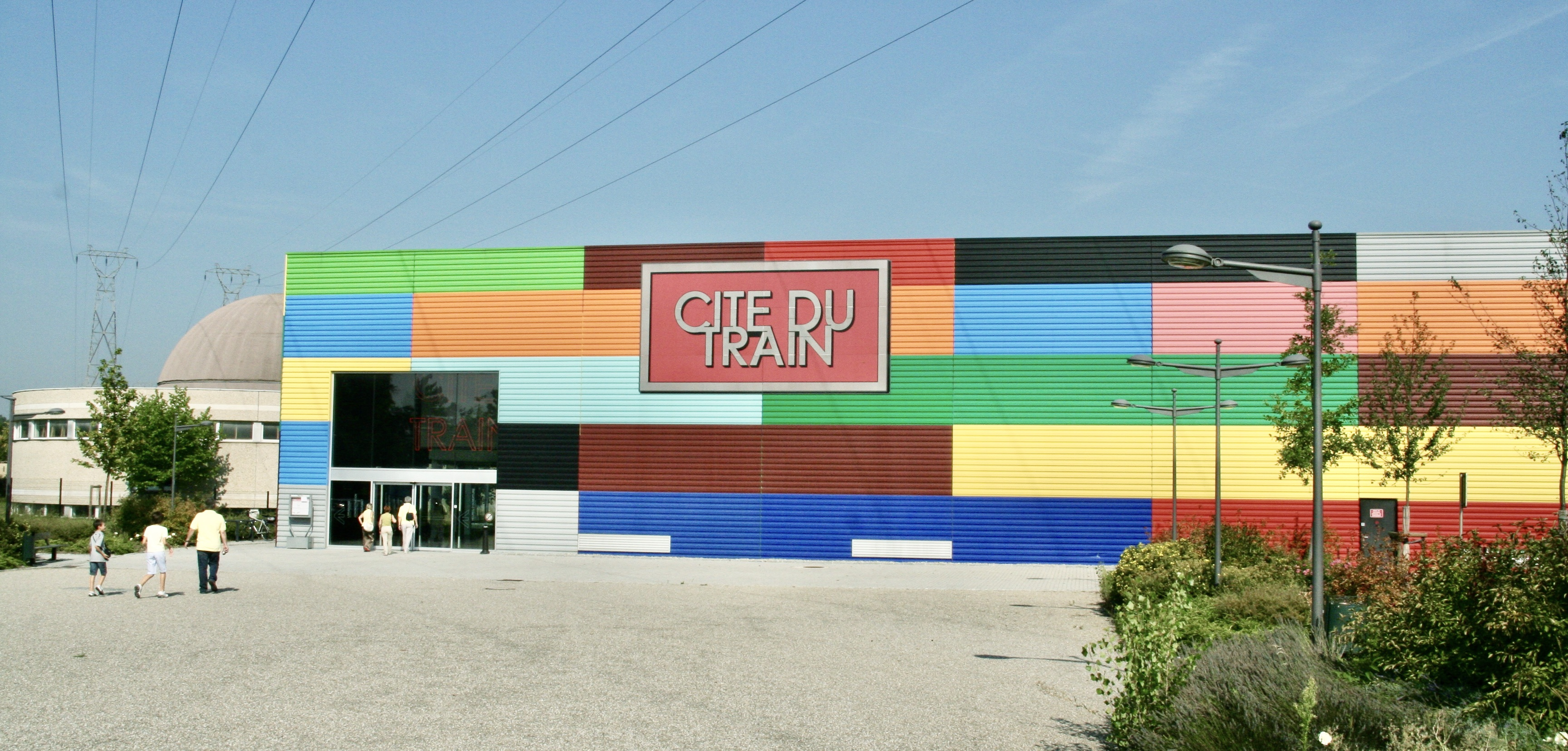
시테 뒤 트랭 입구

시테 뒤 트랭(프랑스어: Cité du Train) 또는 예전 명칭 프랑스 철도 박물관(프랑스어: Musée Français du Chemin de fer)은 프랑스 뮐루즈에 위치한 철도 박물관이다. 주요 역사적 SNCF 철도 장비 보존을 담당하는 조직.